# FK Struga
FK Struga Trim-Lum (makedonsky: ФК Струга Трим-Лум) je severomakedonský fotbalový klub z města Struga. Byl založen v roce 2015. Trim & Lum v názvu je označení developerské společnosti, hlavního sponzora a zakladatele klubu. Dle reglementů UEFA, omezující reklamu v názvech klubů, však klub smí v evropských soutěžích vystupovat jen jako FK Struga, respektive v anglicizované verzi FC Struga, kterou používá klub i ve znaku. V sezóně 2022–23 klub poprvé zvítězil v nejvyšší severomakedonské soutěži. Probojoval se do ní teprve v roce 2019, triumfoval při svém čtvrtém startu v této soutěži. V roce 2021 se prvně podíval do evropských pohárů. Své domácí zápasy hraje na stadionu Gradska Plaža, který má kapacitu 800 diváků.

## Výsledky v evropských pohárech
| Sezóna  | Soutěž           | Kolo        | Soupeř               | Doma | Venku | Celkem |
| ------- | ---------------- | ----------- | -------------------- | ---- | ----- | ------ |
| 2021–22 | Konferenční liga | 1. předkolo | FK Liepāja           | 1–4  | 1–1   | 2–5    |
| 2023–24 | Liga mistrů      | 1. předkolo | Žalgiris Kaunas      | 1–2  | 0–0   | 1–2    |
| 2023–24 | Konferenční liga | 2. předkolo | Budućnost Podgorica  | 1–0  | 4–3   | 5–3    |
| 2023–24 | Konferenční liga | 3. předkolo | Swift Hesperange     | 3–1  | 1–2   | 4–3    |
| 2023–24 | Konferenční liga | 4. předkolo | Breiðablik Kópavogur | 0–1  | 0–1   | 0–2    |